# Thermionische emissie
Thermionische of thermische emissie (of minder gebruikelijk het Edisoneffect genaamd) is het proces waarbij ladingsdragers (elektronen en ionen) worden geëmitteerd uit een elektrode door verhitting.

## Principe
In elk metaal zijn altijd een of twee elektronen per atoom aanwezig die vrij kunnen bewegen van atoom naar atoom. Bij normale temperaturen kunnen deze elektronen het metaal niet verlaten doordat er aan het oppervlak sterke aantrekkende krachten op werken. Wordt het metaal echter verhit dan wordt door de warmtebeweging van de atomen, waaraan de elektronen eveneens deelnemen, de band tussen de elektronen en de metaalmassa losser gemaakt. Als de kinetische energie van zo'n elektron groot genoeg is kan het het metaaloppervlak verlaten zonder dat het direct wordt teruggetrokken. Rond het metaaloppervlak ontstaat een wolk van vrije elektronen.
Na verloop van tijd ontstaat er een evenwichtssituatie. Alle vrijgemaakte elektronen zullen terugvallen op het metaaloppervlak dat door de geëmitteerde elektronen positief geladen is en door de afstotende werking van de ruimtelading van de zich om het metaal bevindende elektronenwolk.
De minimale hoeveelheid energie voor een elektron om het metaaloppervlak te verlaten wordt de uittreearbeid genoemd. Deze uittreearbeid is karakteristiek voor het materiaal en ligt voor de meeste materialen tussen de 1 en 6 elektronvolt. Thermionische emissiestromen kunnen vergroot worden door de uittreearbeid te verlagen, bijvoorbeeld door de metaaldraden te voorzien van een speciale oxidecoating. Dit principe wordt onder andere toegepast bij gloeikathodes in elektronenbuizen en gasontladingslampen.

## Geschiedenis
Thermische emissie werd voor het eerst beschreven in 1873 door Frederick Guthrie in Groot-Brittannië. Het effect werd in 1883 herontdekt door Thomas Edison toen hij het fenomeen waarnam in de gloeilamp. Edisons gloeilampen hadden een koolstof gloeidraad waardoor na verloop van tijd de binnenkant van het glas zwart begon uit te slaan. Om dit te beperken bevestigde Edison een extra plaatje in zijn gloeilamp.
Hij ontdekte dat wanneer het plaatje een positieve spanning heeft ten opzichte van de gloeidraad er door het vacuüm een stroom ging lopen. Bij een negatieve spanning liep er geen stroom. Hoewel hij zelf geen verklaring kon geven voor het waargenomen effect, verkreeg hij in 1884 wel een patent op een toepassing (electrical indicator).
De eerste praktische toepassing kwam van de Brit John Ambrose Fleming, die op 16 november 1904 de elektronenbuis patenteerde – de eerste diode waarmee wisselstroom gelijkgericht kon worden. De volgende stap was de uitvinding van de Audion (triode) in 1906. De Amerikaan Lee De Forest voegde aan de buis van Fleming een rooster van fijn draad toe tussen de gloeidraad en de metalen (anode)plaat. Door dit stuurrooster een negatieve lading te geven kon hij de stroom elektronen tussen de twee elektrodes versterken of verzwakken.

## Wet van Richardson
In 1910 publiceerde de Britse natuurkundige Owen Willans Richardson de resultaten van zijn onderzoek: de emissiestroom van een verhitte draad is exponentieel afhankelijk van de temperatuur van de draad, vergelijkbaar met de vergelijking van Arrhenius. Later leidde hij hiervoor de volgende formule af:
{\displaystyle J=A_{\mathrm {G} }T^{2}\mathrm {e} ^{-W \over kT}}
met J de emissiestroomdichtheid (A/m²), T de absolute temperatuur (K) en w de uittreearbeid (eV) van het metaal, k de boltzmannconstante en AG de materiaalconstante van Richardson.
In de periode van 1911 tot 1930 nam het natuurkundige begrip over het gedrag van elektronen in metalen toe. Dit leidde tot verschillende theoretische uitdrukkingen (gebaseerd op verschillende natuurkundige aannames) over de materiaalconstante AG, aangedragen door Richardson, Saul Dushman, Ralph Fowler, Arnold Sommerfeld en Lothar Wolfgang Nordheim. Zelfs zestig jaar later is er nog steeds geen eenstemmigheid over wat de exacte vorm van de uitdrukking AG moet zijn. Wel is er overeenstemming dat AG geschreven moet worden als:
{\displaystyle A_{\mathrm {G} }=\lambda _{\mathrm {R} }A_{0}}
waar λR een materiaal-afhankelijke correctiefactor is en A0 een universele constante.
{\displaystyle A_{0}={4\pi mk^{2}e \over h^{3}}=1.20173\times 10^{6}\,\mathrm {A\,m^{-2}\,K^{-2}} }
waarbij m en e de massa en lading van het elektron is en ℎ de constante van Planck.

## Schottky-effect
Bij elektronenemissie, zoals in een elektronenkanon, heeft de elektronenemitter (de kathode) een negatieve potentiaal ten opzichte van zijn omgeving. Hierdoor ontstaat aan het emitteroppervlak een elektrisch veld ter grootte F. Zonder dit veld ziet een elektron dat uit het Fermi-niveau ontsnapt, een oppervlaktebarrière ter hoogte W die gelijk is aan de lokale energiefunctie. Het elektrische veld verlaagt de oppervlaktebarrière met ΔW, en het verhoogt de emissiestroom. Dit wordt het Schottky-effect genoemd. Het kan worden beschreven door een kleine verandering in de wet van Richardson, door W te vervangen door (W – ΔW). Dit leidt tot de vergelijking
{\displaystyle J(F,T,W)=A_{\mathrm {G} }T^{2}e^{-(W-\Delta W) \over kT}}
{\displaystyle \Delta W={\sqrt {e^{3}F \over 4\pi \epsilon _{0}}},}
waarin ε0 de permittiviteit van het vacuüm is.
Elektronenemissie die plaatsvindt onder een zodanige combinatie van veld en temperatuur dat deze gemodificeerde vergelijking geldt, wordt gewoonlijk Schottky-emissie genoemd. Deze vergelijking geeft vrij nauwkeurige resultaten voor veldsterktes tot circa 108 V m–1. Voor velden sterker dan 108 V m–1 begint het zogenaamde Fowler-Nordheim-tunneleffect (FN-tunneling) significant aan de emissiestroom bij te dragen. In dit gebied kan het gecombineerde effect van de veldversterkte thermionische emissie en de veldemissie worden beschreven door de vergelijking van Murphy en Good. Bij nog sterkere velden wordt de FN-tunneling het dominante emissiemechanisme.
Thermionische emissie kan ook worden versterkt door interactie met andere excitatievormen, zoals licht.